# Клаудіус Клавус
Клаудіус Клавус (лат. Claudius Clavus) або Клаудіс Клауссон Сварт (дан. Claudius Claussøn Swart; 14 вересня 1388 — ?) — данський середньовічний географ, якого вважають першим скандинавським картографом.

## Життєпис

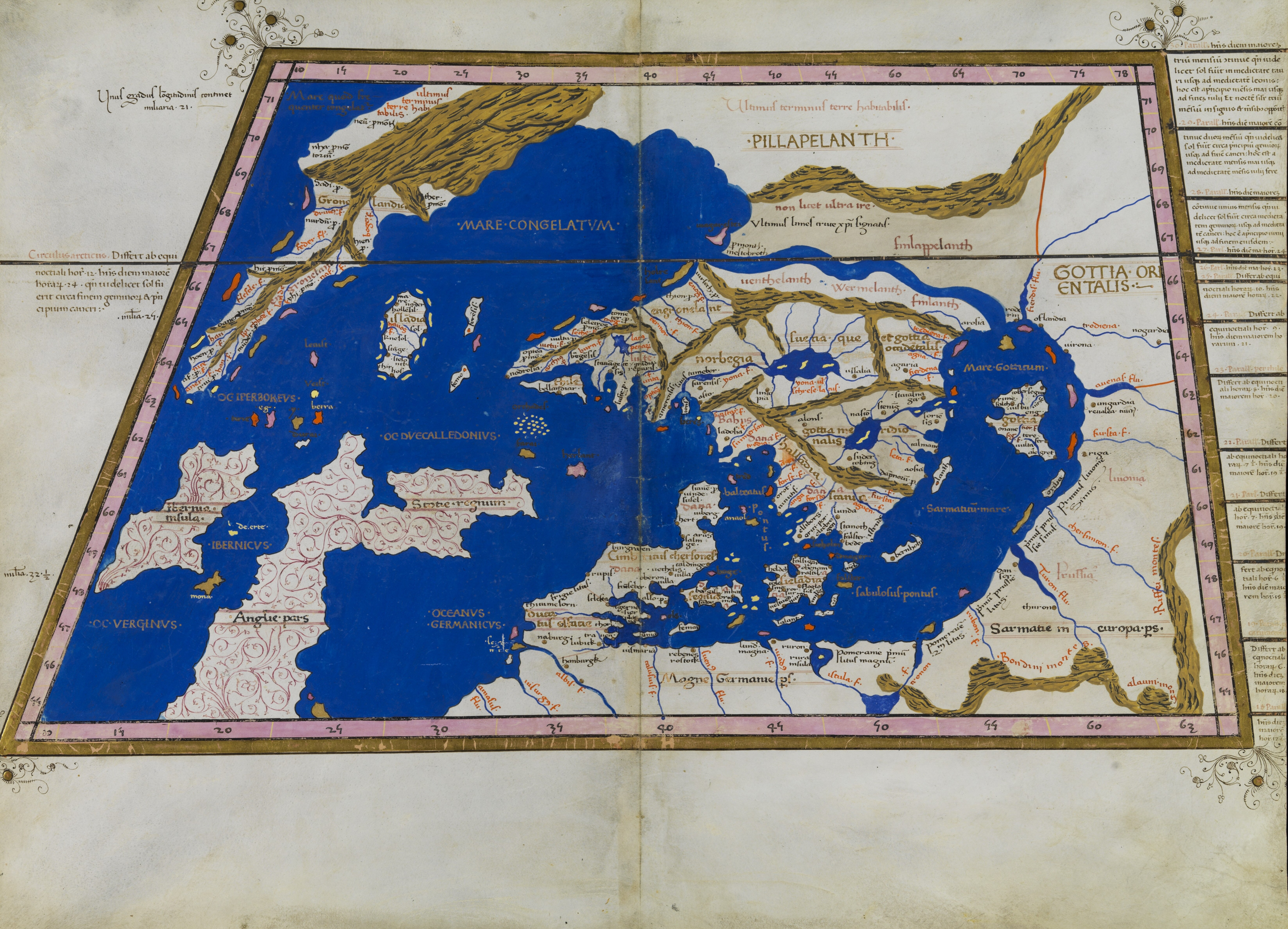
Карта Ніколауса Германуса 1467 року. Зображеня і розташування Ісландії та Гренландії, ймовірно, запозичені у Клаудіуса Клавуса.

У 1412 або 1413 році, 25-річний Клаудіус вирушив у довгу подорож Європою, аж поки через одинадцять років (1423/24) не опинився в Римі. Вважається, що під час своєї подорожі йому вдалось просунутись на європейску північ аж до 70°10' північної широти.
В Римі Клаудіус зійшовся з кардиналом Джордано Орсіні та Поджо Браччоліні, секретарем папи Мартина V, які ставили перед собою завдання оновити давньоримську картографію. Клаудіус (ймовірно, в Італії) вивчав географію Птолемея, вперше перекладену латиною італійським гуманістом Джакопо д'Анджело під назвою “Geographia Claudii Ptolemaei” у 1409 році, а також італійські морські карти-портолани, оскільки виготовлені ним карти та описи північних країн зроблені як додаток до Птолемеєвої карти світу з використанням даних, запозичених з новіших італійських карт-портоланів.
В 1427 р., під час  перебування в Італії, з ініціативи французького кардинала Гійома Філастра (помер у 1428 р.)  підготував видання «Географії» Клавдія Птолемея. Клавус зробив внесок у більш реалістичний опис північних країн, зокрема Ісландії та Гренландії, і, ймовірно, був першим картографом, який зобразив Гренландію на карті. Він також відомий тим, що дав назви гренландським місцям, використовуючи тексти стародавніх народних саг та пісень.
Більшість його робіт (включаючи дві карти) втрачені, але копії дійшли до нас завдяки працям німецьких картографів Ніколауса Германуса та Генрікуса Мартелла Германуса, а в XIX столітті в імператорській бібліотеці у Відні було знайдено декілька належних йому текстів. 

## Карти Клавуса
Клаудіус Клавус намалював 27 карт для середньовічного видання «Географії» Птолемея. У картах, на обрисах суші, було вперше позначено географічні координати широти і довготи, і, таким чином, було започатковано наукову картографію. Копію першої карти Клавуса знайшли в 1835 р. у  кодексі 441 муніципальної бібліотеки Нансі, як додаток до «Географії» Клавдія Птолемея, що належала Гійому Філастру.
Карти Клавуса здійснили важливий вплив на картографію XV ст., їх не раз використовували для складання нових карт, копіювали і переробляли по них карту світу Птолемея аж до другої половини XV століття, коли традиційна картографія по Птолемею зазнала суттєвих змін завдяки роботам німецького картографа Ніколауса Германуса.